# Devin Way
Pour les articles homonymes, voir Way.
Devin Way, né le 15 novembre 1989, est un acteur et mannequin américain. Il est notamment connu pour son rôle du Dr. Blake Simms dans Grey's Anatomy et Brodie dans Queer as Folk.

## Carrière
De 2019 à 2020, il incarne le Dr. Blake Simms dans la série télévisée Grey's Anatomy. Son personnage apparaît également dans un épisode de Grey's Anatomy : Station 19. 
En 2022, il est à l'affiche de la série télévisée Queer as Folk, où il tient l'un des rôles principaux. Il incarne Brodie, un jeune homme queer ayant peur de l'engagement. 

## Filmographie

### Cinéma
- 2008 : David et Fatima de Alain Zaloum : le patron de la discothèque à Jérusalem

### Télévision
- 2018 : Boundaries : Dante
- 2019–2020 : Grey's Anatomy : Dr. Blake Simms (8 épisodes)
- 2020 : Grey's Anatomy : Station 19 : Dr. Blake Simms
- 2022 : Queer as Folk : Brodie (8 épisodes)